# Gardons notre sourire

Gardons notre sourire est un film belge réalisé par Gaston Schoukens et sorti en 1939.
Il a été rebaptisé Ersatz et Kommandantur dans sa version sortie après la guerre.

## Fiche technique
- Titre flamand : De genoegens van de bezetting
- Titre alternatif : Ersatz et Kommandantur
- Réalisation : Gaston Schoukens
- Scénario : Julien Flament, Gaston Schoukens
- Production :  Les Productions Gaston Schoukens
- Photographie : Paul Flon
- Musique : V.O. Ursmar
- Genre : comédie
- Durée : 90 minutes
- Date de sortie: 24 mai 1939 ( France)

## Distribution
- Pauline Carton : Florence
- Georges Keppens : Le curé
- Gustave Libeau : Lafontaine
- Suzanne Christy : Fille Lafontaine
- Fred Colin
- Marguerite Daulboys
- Adolphe Denis
- Stan Devuyst
- Zizi Festerat : Demol